# 崔瑄
崔瑄（?—?），晚唐官员。
歷官左补阙、陽翟宰、諫議大夫。京兆府參軍盧甚與崔瑄在驛廳有舊怨，崔瑄的门生崔铉上奏诬陷盧甚。盧甚入獄后，給宰相一封信，自比為孟子，把崔瑄比為錢鳳。最後盧甚被赐死，自尽。至黄巢之乱，崔瑄、崔铉家族都被族灭，时人以为是冤杀卢甚的报应。